# ورا مندس
ورا مندس (به پرتغالی: Vera Mendes) یک شهرستان برزیل در برزیل است که در پیاوی واقع شده‌است.